# 巴尔莱比藏西
巴尔莱比藏西（法語：Bar-lès-Buzancy，法語發音：[baʁ lɛ byzɑ̃si]，意为“比藏西附近的巴尔”）是法国大東部大區阿登省的一个市镇，属于武济耶区。

## 地理
巴尔莱比藏西（49°25'59"N, 4°56'29"E）面积9.4 平方千米，位于法国大東部大區阿登省，该省份为法国北部内陆省份，西接埃纳省，南至马恩省，东临默兹省，北与比利时接壤。
与巴尔莱比藏西接壤的市镇（或旧市镇、城区）包括：比藏西、福塞、阿里库尔、圣皮埃尔蒙、沃昂迪约莱。

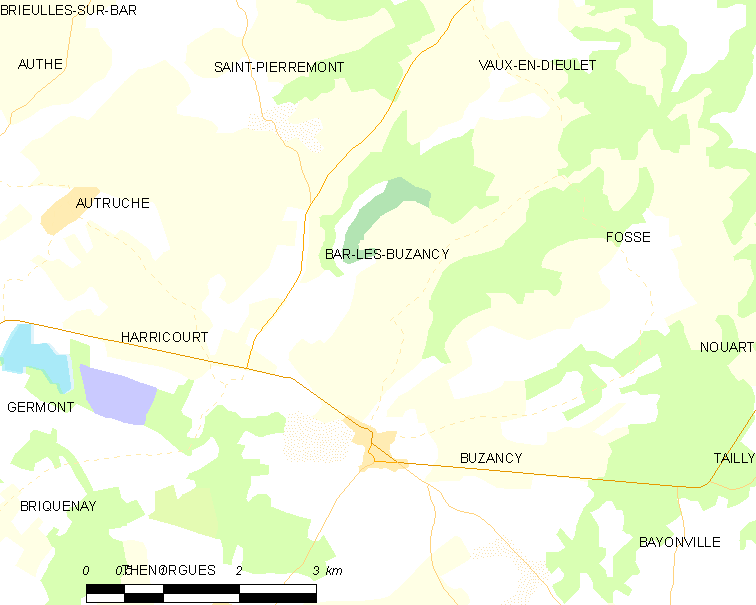
巴尔莱比藏西的OSM定位图

巴尔莱比藏西的时区为UTC+01:00、UTC+02:00（夏令时）。

## 行政
巴尔莱比藏西的邮政编码为08240，INSEE市镇编码为08049。

## 政治
巴尔莱比藏西所属的省级选区为武济耶县。

## 人口

1962-2008年间巴尔莱比藏西人口变化图示

巴尔莱比藏西于2022年1月1日时的人口数量为120人。